# Reguljär måne
En reguljär måne (även regelbunden måne) är inom astronomin en måne som följer en relativt nära eller prograd bana med liten banlutning eller excentricitet, som förefaller att ha bildats kring dess centralkropp, i motsats till irreguljära månar, som har fångats in.
Det finns åtminstone 55 reguljära månar till solsystemets åtta planeter: 1 till jorden, 8 till Jupiter, 22 namngivna till Saturnus (oräknat hundratals eller tusentals småmånar), 18 till Uranus och 6 till Neptunus (den största månen Triton förefaller att vara irreguljär). Det förefaller att Plutos 5 månar och Haumeas 2 månar bildades i omlopp kring dessa dvärgplaneter av skräp som har skapats i jättekollisioner.